# Bótólfur
Bótólfur fue el sexto obispo católico de Hólar, Islandia, entre 1238 y 1247. No hay registros sobre su origen familiar, apellidos, ni fecha de nacimiento.
Tras la batalla de Örlygsstaðir en 1238, Haakon IV de Noruega decidió fortalecer su influencia en la isla. En aquel momento, los obispos islandeses eran escogidos entre los miembros locales de la Iglesia, pero la corona no quería que estuvieran bajo estricto poder local y apostaba por traer obispos de Noruega y el rey presionó al arzobispo. Bótólfur, fue nombrado obispo de Hólar, y apoyaba las intenciones del rey. Posiblemente procedía de un monasterio agustino de Elgeseter, Nidaros, y fue nombrado obispo en 1238, tomando las riendas de la diócesis al año siguiente. Se decía de él que era «un hombre bueno, sencillo, aunque no un gran clérigo»; de hecho tuvo poco éxito sobre sus subordinados y tras cuatro años en el cargo, regresó a Noruega en 1243 donde desaparece su rastro pero se sabe que murió en 1247.